# Lex Voconia
Die Lex Voconia war ein römisches Gesetz aus dem Jahre 169 v. Chr. Geschaffen wurde es während der Zeit der Republik durch ein Plebiszit.
Den übergeordneten Anlass zur Abfassung des Gesetzes speiste die Befürchtung, dass die bereits beobachteten Auflösungserscheinungen des Sitten- und Verhaltenskodex des mos maiorum zur weiteren Aushöhlung führen würden. Dieser im hergebrachten Gewohnheitsrecht tradierte Kodex bedurfte zum Schutz der Rechtsordnung eines grundlegenden Schutzes.
Das Gesetz ordnete mehrere Schutzmechanismen an, indem es zum einen die Erbeinsetzung von Frauen der ersten Zensusklasse reglementierte. Damit sollte verhindert werden, dass große Vermögen auseinandergenommen oder gar vergeudet werden. Zugunsten von verheirateten Frauen und Müttern gab es allerdings Rückeinschränkungen aus der später unter Augustus geschaffenen Lex Iulia et Papia.
Das Gesetz verbot darüber hinaus, dass Vermächtnisnehmer der ersten Zensusklasse mehr annahmen, als Erben gebührt hätte. Erbeinsetzungen, die gegen das Verbot verstießen, waren unwirksam. Nicht überliefert ist hingegen, welche Sanktionen dem Vermächtnisnehmer (Legaten) bei Gesetzesverstößen drohten.
Letztlich soll das Gesetz allerdings erfolglos gewesen sein, denn es wurde ausgehebelt. Die Umgehung der Anordnung funktionierte in der Weise, dass zwar nicht die gesamte Erbschaft vermacht, diese aber so belastet wurde, dass der Erbe regelmäßig nicht mehr zum Erbantritt bereit war. Hiergegen richtete sich ab 41 v. Chr. die lex Falcidia, die Quotengrenzen zum Belastungsverbot von Erbschaften einzog, die falcidische Quart.